# Імператор Сейва
Імператор Се́йва (яп. 清和天皇, せいわてんのう, сейва тенно; 10 травня 850 — 7 січня 881) — 56-й Імператор Японії, синтоїстське божество. Роки правління: 15 грудня 858 — 18 грудня 876. Також відомий як імператор Мідзуноо.
Четвертий син імператора Монтоку. Його матір'ю була Фудзівара но Акіракейко, донька Фудзівара но Йошіфуси. Замолоду звався Корехіто. Він став першим членом імператорського дому, який носив ім'я «-хіто» 仁. Одним із значень символу 仁 є конфуціанське поняття жень. Пізніше склалася традиція так давати особисте ім'я всіх членів імператорської сім'ї чоловічої статі.
858 року після смерті батька успадкував трон. З огляду на малий він його дід по материнській лінії Фудзівара но Йошіфуса отримав посаду сессьо (регента). Останній фактично став керувати імперією.
859 року розпочалося зведення синтоїстського святилища Івасімідзу у Яваті. У 864 році після церемонії, що засвідчувала повноліття імператора, регентство було скасоване. У 866 році, скориставшись заворушеннями відомими як Оттемон-но хен (підпал Оттемону — Брами небесного побажання добра), який можливо влаштував сам, Фудзівара но Йошіфуса повернув собі посаду регента, відсторонивши спочатку від посади лівого міністра Мінамото но Макото, а потім позбавивши вищих посад роди Кі і Отомо.
869 року новонародженого принца Садаакіру було оголошено спадкоємцем трону. 872 року помирає Фудзівара но Йошіфуса, що мав фактичну владу в державі. Владу сессьо отрмав його небіж й названий син Фудзівара но Мотоцуне.
876 року під тиском Фудзівара но Мотоцуне імператор зрікся трону на користь принца Садаакіри, що став відомий як імператор Йодзей. Відставний імператор 879 року став буддійським ченцем під ім'ям Сосін. Решту життя здійснював паломництво до буддійських монастирів, померши 881 року.